# Ambala
Ambala (Ambala City) est une ville de l'état de Haryana dans le nord de l'Inde.
La population urbaine était de 196 216 habitants en 2011.

## Economie
La Base aérienne d’Ambala de l'armée de l'air se situe dans les casernes de la ville.

## Personnalité
- John Anthony Hodgson (1777-1848), officier et explorateur britannique, y est mort.
- Kim Philby (1912-1988), agent double du Secret Intelligence Service y est né